# دودي (لاعب كرة قدم)
دودي هو لاعب كرة قدم برازيلي في مركز الوسط، ولد في 17 أبريل 1996 في فوز دو إيغواسو في البرازيل. لعب مع نادي فلومينينسي ونادي كريسيوما.

## وصلات خارجية
- دودي على موقع رابطة كرة القدم اليابانية للمحترفين (اليابانية)
- دودي على موقع قاعدة بيانات كرة القدم.إي يو (الإنجليزية)
- دودي على موقع Soccerway.com (الإنجليزية)
- دودي على موقع عالم كرة القدم.نت (الإنجليزية)